# Добринский, Павел Михайлович
Павел Михайлович Добринский (1764—1833) — российский государственный деятель, губернатор Минской и Вятской губерний.

## Биография
Происходил из дворян Новороссийской губернии. Родился 8 (19) ноября 1764 года. Отец — отставной гвардии капитан, надворный советник; с 1808 года — помещик, владелец имения Буйновичи.
Служил в Украинском гусарском полку вахмистром, корнетом (1779—1794). Участвовал в русско-турецкой войне при осаде Очакова.
Перешёл на гражданскую службу в чине поручика: губернский казначей в Минске в чине титулярного советника и коллежского асессора (1794—1798); советник Казанской казенной палаты в чине надворного и статского советника (1798—1801), а затем советник Минской казённой палаты.
С 28 мая 1811 года — вице-губернатор в Вильно. С 21 мая 1812 года был назначен Минским губернатором. Участвовал в военных действиях под Бобруйском, обеспечивал продовольствием корпус генерал-лейтенанта Эртеля. Был произведён 11 января 1813 года в действительные статские советники.
С 23 марта 1816 года был назначен вятским гражданским губернатором. В 1824 году был обвинён в злоупотреблении властью, взяточничестве и в результате сенаторской ревизии в ноябре 1824 года был отстранен от должности и предан суду.
Награждён орденами Св. Анны 1-й и 2-й степеней, Св. Владимира 3-й степени.
Умер 31 января (12 февраля) 1833 года. Похоронен на Волковском православном кладбище. 
Жена — Надежда Ивановна (ок. 1777 — 25.04.1844); сыновья Николай, Александр, Михаил, Владимир, Аполлон; дочери Мария, Анастасия, Варвара, Юлия, Надежда, Любовь.